# Sant Antoni i Santa Bàrbara d'Ulldemolins
Sant Antoni i Santa Bàrbara d'Ulldemolins és una ermita del municipi d'Ulldemolins (Priorat) protegida com a bé cultural d'interès local.

## Descripció
Aquesta ermita té una sola nau i a la capçalera s'obre una capella rectangular sonant com a resultat una planta en forma de L. La capella està separada de l'absis per un arc rebaixat i està cobert per una volta de creueria; tres nervis acaben en els angles de la paret però un d'ells es recolza sobre una columneta d'uns 20 centímetres de diàmetre. La nau està coberta a dues aigües i està separada de la zona de la capçalera per un arc apuntat.
A la façana principal hi ha la porta d'arc de mig punt amb dovelles precedida per un petit atri. Hi ha un campanar d'espadanya d'una sola obertura.
Adossada a l'ermita hi ha la casa de l'ermità, de planta i un pis, que cap al 1960 es transformà en casa de colònies.

## Història
Sembla que aquesta ermita té el seu origen en un asceteri molt antic, d'abans de la colonització d'aquelles terres. Fins al segle xv estigué sota l'advocació de Santa Bàrbara però canvià de titular quan Fra Llorenç Julià, un ermità, l'any 1559 va fer bastir un altar dedicat a Sant Antoni i per fer-ho es va ampliar l'edifici. Al segle xvi va ser lloc d'habitatge de l'ermità Jeroni de l'Albi. Fou objecte de plets entre el municipi i la Cartoixa d'Escala Dei.
El 1580, es va ampliar la casa de l'ermità, la qual es va refer a finals del segle xix i cap al 1960 es transformà en casa de colònies.